# Segura de los Baños
Segura de los Baños ist eine spanische Gemeinde in der Provinz Teruel, die zur Autonomen Region Aragonien gehört. Sie ist Teil der Comarca (Kreis) Cuencas Mineras. Segura de los Baños hatte 2024 48 Einwohner. Neben den Hauptort Segura de los Baños gehört die Ortschaft Baños de Segura zur Gemeinde.

## Lage
Segura de los Baños liegt circa 70 Kilometer nordnordöstlich der Provinzhauptstadt Teruel in einer Höhe von ca. 1125 m.

## Bevölkerungsentwicklung
| Jahr      | 1970 | 1981 | 1991 | 2001 | 2011 | 2021 |
| Einwohner | 197  | 96   | 67   | 40   | 41   | 38   |

## Sehenswürdigkeiten
- Burgruine
- Marienkirche (Iglesia de Virgen de Aliaga)

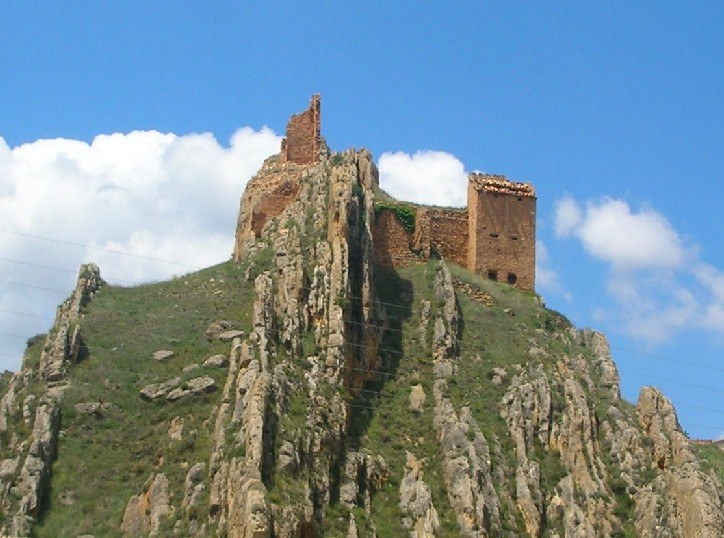
Burgruine